# Nemoraea dotata
Nemoraea dotata är en tvåvingeart som först beskrevs av Walker 1859.  Nemoraea dotata ingår i släktet Nemoraea och familjen parasitflugor. Inga underarter finns listade i Catalogue of Life.